# Maurice Wilmotte
Maurice Wilmotte (Lieja, 11 de juliol de 1861 - Sint-Gillis-Obbrussel, 9 de juny de 1942) fou un romanista i medievalista belga, fundador de la romanística al seu país.

## Vida i obra
Wilmotte va estudiar a la Universitat de Lieja i feu estades a París (amb Gaston Paris, Arsène Darmesteter i Paul Meyer) i a Berlin, Halle i Bonn (amb Adolf Tobler, Hermann Suchier i Wendelin Foerster); amb aquestes estades s'integrà en la romanística europea. De 1895 a 1931 fou catedràtic a Lieja, amb un parèntesi durant la primera Guerra Mundial, que passà refugiat a França com a professor a la Universitat de Bordeus i a la Sorbona. Fou el primer catedràtic de Filologia Romànica a la universitat de Lieja. En la seva joventut publicà alguns treballs de dialectologia valona, però la major part de la seva recerca es dedicà a la literatura medieval, particularment al roman i a la cançó de gesta.
Wilmotte es pot considerar el fundador de la romanística i medievalística belgues; entre els seus deixebles hi trobem Georges Doutrepont, Auguste Doutrepont, Eugène Ulrix, Jean Haust, Gustave Charlier, Lucien-Paul Thomas, Maurice Delbouille o Gustave Cohen. De 1888 a 1941 fou editor de la revista Le Moyen Age, de la qual fou fundador. Des del moment de la seva fundació, el 1920, fou membre de l'Académie royale de langue et de littérature françaises. Participà en els moviments valons.

## Publicacions
- Maurice Wilmotte: Mes mémoires, Brussel·les 1948.